# Едногрудков херминиум
Едногрудковият херминиум (Herminium monorchis) е многогодишно тревисто растение от семейство Салепови, регионално изчезнал вид за България, включен в Червената книга на България и в Закона за биологичното разнообразие.
Представлява многогодишно тревисто растение с една закръглена грудка. Стъблата му са високи 10 – 25 cm, с 2(3) приосновни ланцетни листа. Съцветията са тясноцилиндрични. Цветовете – жълто-зелени, с аромат на мед, чашелистчетата са с дължина 2,5 – 3 mm и ширина 1 – 1,5 mm, венчелистчетата са дълги 3,2 – 3,9 mm, насочени напред, а устната е триделна. Цъфти през юни – юли и плодоноси през юли – август. Насекомоопрашващ се вид. Размножава се със семена и вегетативно, като образува по няколко столона, завършващи с грудка.
Видът е разпространен в умерената зона на Европа и Азия, по-рядък в северните и южните части. В България е наблюдаван в Стара планина – в района на махала Гановци, Троянско, и в Родопите – района на Бяла черква, до 1500 m н. в.